# Mołdawia na Letnich Igrzyskach Olimpijskich 2016
Mołdawię na Letnich Igrzyskach Olimpijskich 2016 reprezentowało 23 zawodników: czternastu mężczyzn i 9 kobiet. Był to szósty start reprezentacji Mołdawii na letnich igrzyskach olimpijskich.

## Skład reprezentacji

### Judo
| Zawodnik         | Konkurencja | 1/32             | 1/16                 | 1/8                  | Ćwierćfinał      | Półfinał         | Repasaże         | Finał/ 3.miejsce | Finał/ 3.miejsce | Źródło |
| Zawodnik         | Konkurencja | Przeciwnik Wynik | Przeciwnik Wynik     | Przeciwnik Wynik     | Przeciwnik Wynik | Przeciwnik Wynik | Przeciwnik Wynik | Przeciwnik Wynik | Pozycja          | Źródło |
| ---------------- | ----------- | ---------------- | -------------------- | -------------------- | ---------------- | ---------------- | ---------------- | ---------------- | ---------------- | ------ |
| Valeriu Duminica | - 81 kg     | BYE              | Mrvaljević W 002-000 | Marconcini P 010-110 | NQ               | NQ               | NQ               | NQ               | NQ               | [ 1 ]  |

### Kajakarstwo
| Zawodnik           | Konkurencja | Eliminacje | Eliminacje | Półfinały | Półfinały | Finał    | Finał   | Pozycja | Źródło |
| Zawodnik           | Konkurencja | Czas       | Pozycja    | Czas      | Pozycja   | Czas     | Pozycja | Pozycja | Źródło |
| ------------------ | ----------- | ---------- | ---------- | --------- | --------- | -------- | ------- | ------- | ------ |
| Oleg Tarnowskij    | C-1 200m    | 40,852     | 2.         | 40,715    | 3.        | 40,280   | 4.      | 12.     | [ 2 ]  |
| Serghei Tarnovschi | C-1 1000m   | 4:05,193   | 1.         | N/A       | N/A       | 4:00,852 | 3.      | DSQ     | [ 2 ]  |

### Lekkoatletyka
Mężczyźni
Konkurencje biegowe
| Zawodnik      | Konkurencja | Finał   | Finał   | Źródło |
| Zawodnik      | Konkurencja | Wynik   | Miejsce | Źródło |
| ------------- | ----------- | ------- | ------- | ------ |
| Roman Prodius | maraton     | 2:27:01 | 105.    | [ 4 ]  |

Konkurencje techniczne
| Zawodnik          | Konkurencja    | Kwalifikacje | Kwalifikacje | Finał | Finał   | Źródło |
| Zawodnik          | Konkurencja    | Wynik        | Miejsce      | Wynik | Miejsce | Źródło |
| ----------------- | -------------- | ------------ | ------------ | ----- | ------- | ------ |
| Ivan Emilianov    | pchnięcie kulą | 17,83        | 32.          | NQ    | NQ      | [ 5 ]  |
| Vladimir Letnicov | trójskok       | 15,29        | 38.          | NQ    | NQ      | [ 6 ]  |
| Serghei Marghiev  | rzut młotem    | 74,97        | 6.           | 74,14 | 10.     | [ 7 ]  |

Kobiety
Konkurencje biegowe
| Zawodnik         | Konkurencja | Finał   | Finał   | Źródło |
| Zawodnik         | Konkurencja | Wynik   | Miejsce | Źródło |
| ---------------- | ----------- | ------- | ------- | ------ |
| Lilia Fisikowici | maraton     | 2:34:05 | 27.     | [ 8 ]  |

Konkurencje techniczne
| Zawodniczka       | Konkurencja    | Kwalifikacje | Kwalifikacje | Finał | Finał   | Źródło |
| Zawodniczka       | Konkurencja    | Wynik        | Miejsce      | Wynik | Miejsce | Źródło |
| ----------------- | -------------- | ------------ | ------------ | ----- | ------- | ------ |
| Dimitriana Surdu  | pchnięcie kulą | 15,25        | 35           | NQ    | NQ      | [ 9 ]  |
| Natalia Stratulat | rzut dyskiem   | 53,27        | 30.          | NQ    | NQ      | [ 10 ] |
| Zalina Marghieva  | rzut młotem    | 71,72        | 5.           | 73,50 | 5.      | [ 11 ] |
| Marina Nichișenco | rzut młotem    | 65,19        | 24.          | NQ    | NQ      | [ 11 ] |

### Łucznictwo
| Zawodnik        | Konkurencja       | Runda rankingowa | Runda rankingowa | 1/32             | 1/16             | 1/8              | Ćwierćfinały     | Półfinały        | Finał            | Finał   | Źródło |
| Zawodnik        | Konkurencja       | Wynik            | Miejsce          | Przeciwnik Wynik | Przeciwnik Wynik | Przeciwnik Wynik | Przeciwnik Wynik | Przeciwnik Wynik | Przeciwnik Wynik | Pozycja | Źródło |
| --------------- | ----------------- | ---------------- | ---------------- | ---------------- | ---------------- | ---------------- | ---------------- | ---------------- | ---------------- | ------- | ------ |
| Alexandra Mîrca | indywidualnie (k) | 636              | 27.              | Román W 6-4      | Wu Jiaxin P 0-6  | NQ               | NQ               | NQ               | NQ               | NQ      | [ 12 ] |

### Pływanie
| Zawodnik       | Konkurencja             | Eliminacje | Eliminacje | Półfinał | Półfinał | Finał | Finał   | Źródło |
| Zawodnik       | Konkurencja             | Czas       | Miejsce    | Czas     | Miejsce  | Czas  | Miejsce | Źródło |
| -------------- | ----------------------- | ---------- | ---------- | -------- | -------- | ----- | ------- | ------ |
| Alexei Sancov  | 200 m dowolnym mężczyzn | 1:48,85    | 34.        | NQ       | NQ       | NQ    | NQ      | [ 13 ] |
| Tatiana Chișca | 100 m klasycznym kobiet | 1:11,37    | 36.        | NQ       | NQ       | NQ    | NQ      | [ 14 ] |

### Podnoszenie ciężarów
| Zawodnik         | Konkurencja        | Rwanie | Rwanie  | Podrzut | Podrzut | Razem  | Pozycja | Źródło |
| Zawodnik         | Konkurencja        | Wynik  | Pozycja | Wynik   | Pozycja | Razem  | Pozycja | Źródło |
| ---------------- | ------------------ | ------ | ------- | ------- | ------- | ------ | ------- | ------ |
| Serghei Cechir   | do 69 kg mężczyźni | 144 kg | 8.      | 178 kg  | 8.      | 322 kg | 6.      | [ 15 ] |
| Alexandru Șpac   | do 77 kg mężczyźni | 155 kg | 7.      | 192 kg  | 4.      | 347 kg | 5.      | [ 15 ] |
| Natalia Prișcepa | do 75 kg kobiet    | 97 kg  | 12.     | 116 kg  | 12.     | 213 kg | 12.     | [ 15 ] |

### Taekwondo
| Zawodnik   | Konkurencja     | 1/8              | Ćwierćfinał      | Półfinał         | Repesaż          | Finał            | Finał   | Źródło |
| Zawodnik   | Konkurencja     | Przeciwnik Wynik | Przeciwnik Wynik | Przeciwnik Wynik | Przeciwnik Wynik | Przeciwnik Wynik | Pozycja | Źródło |
| ---------- | --------------- | ---------------- | ---------------- | ---------------- | ---------------- | ---------------- | ------- | ------ |
| Aaron Cook | -80 kg mężczyzn | Liu P 2-14       | NQ               | NQ               | NQ               | NQ               | NQ      | [ 16 ] |

### Tenis ziemny
| Zawodnik   | Konkurencja | 1/32                           | 1/16                  | 1/8              | Ćwierćfinały     | Półfinały        | Finał/3.miejsce  | Finał/3.miejsce | Źródło |
| Zawodnik   | Konkurencja | Przeciwnik Wynik               | Przeciwnik Wynik      | Przeciwnik Wynik | Przeciwnik Wynik | Przeciwnik Wynik | Przeciwnik Wynik | Pozycja         | Źródło |
| ---------- | ----------- | ------------------------------ | --------------------- | ---------------- | ---------------- | ---------------- | ---------------- | --------------- | ------ |
| Radu Albot | singel (m)  | Gabaszwili W 2:1 (4:6,6:4,6:4) | Čilić P 0:2 (3:6,4:6) | NQ               | NQ               | NQ               | NQ               | NQ              | [ 17 ] |

### Zapasy
Mężczyźni - styl wolny
| Zawodnik         | Konkurencja | Kwalifikacje     | 1/8              | Ćwierćfinał      | Półfinał         | Repesaż 1        | Finał/3. miejsce | Finał/3. miejsce | Źródło |
| Zawodnik         | Konkurencja | Przeciwnik Wynik | Przeciwnik Wynik | Przeciwnik Wynik | Przeciwnik Wynik | Przeciwnik Wynik | Przeciwnik Wynik | Pozycja          | Źródło |
| ---------------- | ----------- | ---------------- | ---------------- | ---------------- | ---------------- | ---------------- | ---------------- | ---------------- | ------ |
| Evgheni Nedealco | -74 kg      | Öserbajew P 2-13 | NQ               | NQ               | NQ               | NQ               | NQ               | 16.              | [ 18 ] |
| Nicolai Ceban    | -97 kg      | N/A              | Saritow P 2-5    | NQ               | NQ               | NQ               | NQ               | 12.              | [ 19 ] |

Kobiety - styl wolny
| Zawodniczka        | Konkurencja | Kwalifikacje     | 1/8              | Ćwierćfinał      | Półfinał         | Repesaż 1        | Repesaż 2        | Finał/3.miejsce  | Finał/3.miejsce | Źródło |
| Zawodniczka        | Konkurencja | Przeciwnik Wynik | Przeciwnik Wynik | Przeciwnik Wynik | Przeciwnik Wynik | Przeciwnik Wynik | Przeciwnik Wynik | Przeciwnik Wynik | Pozycja         | Źródło |
| ------------------ | ----------- | ---------------- | ---------------- | ---------------- | ---------------- | ---------------- | ---------------- | ---------------- | --------------- | ------ |
| Mariana Cherdivară | -58 kg      | Antes W 3-0      | Malik P 5-5      | NQ               | NQ               | NQ               | NQ               | NQ               | 11.             | [ 20 ] |